# Comte de Dudley

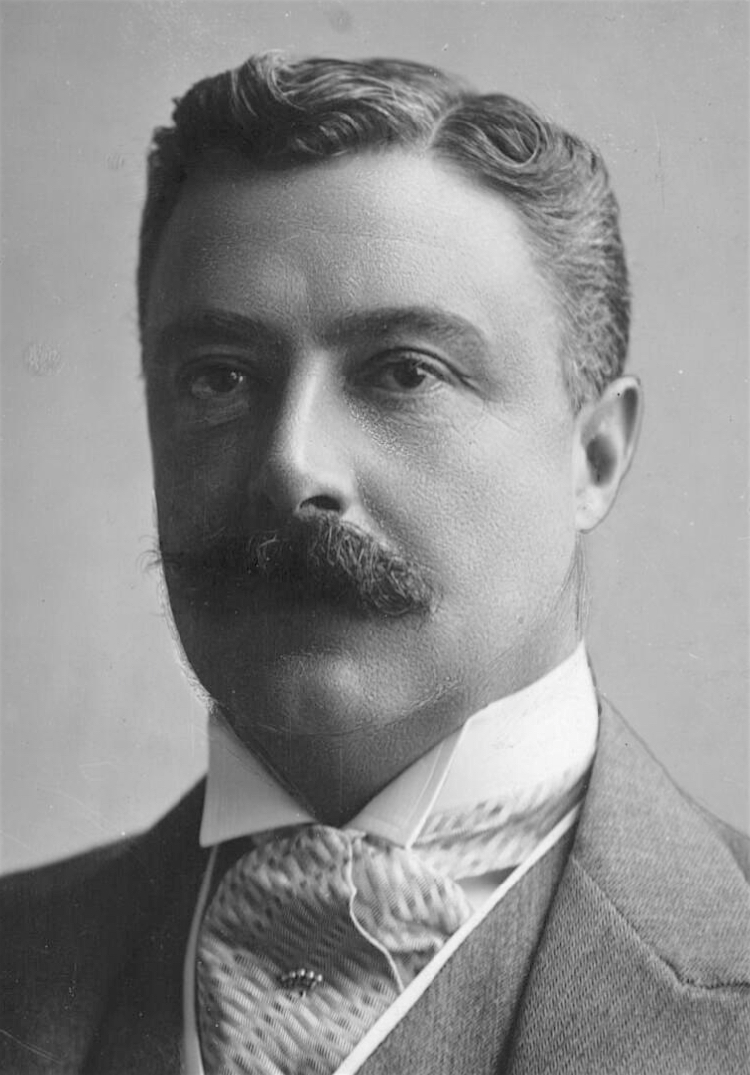
William Humble Ward, 2e comte de Dudley.

Comte de Dudley, de Dudley Castle dans le Staffordshire, est un titre qui a été créé deux fois dans la pairie du Royaume-Uni pour les membres de la famille Ward. À ce titre est associé le titre subsidiaire de vicomte Ednam, porté par le fils aîné du comte.

## Historique du titre
Cette famille descend de Sir Humble Ward, fils d'un riche orfèvre et bijoutier du roi Charles Ier. Sir Humble Ward épouse Frances Dudley, 6e baronne Dudley, fille de sir Ferdinando Dudley, fils aîné d'Edward Sutton, lui-même 5e baron de Dudley (voir Baron Dudley pour l'histoire antérieure de la famille Sutton). Frances est donnée en mariage par son père lord Dudley afin d'être en mesure de racheter ses propriétés lourdement hypothéquées, notamment les propriétés de Dudley dont les ressources sont le fondement de la fortune et de l'histoire de la famille. En 1644, Sir Humble Ward est créé baron Ward, de Birmingham dans le Warwickshire, en son propre droit, dans la pairie d'Angleterre. Lady Dudley et lord Ward transmettent leurs titres respectifs à leur fils Edward, le septième baron Dudley et deuxième baron Ward, puis au fils et au petit-fils de ce dernier. Ensuite les titres passent à l'oncle du dernier titulaire.
À sa mort en 1740, les deux baronnies sont séparées. La baronnie de Dudley, qui peut se transmettre par les femmes, est héritée par une nièce du dernier titulaire. La baronnie de Ward, qui ne peut se transmettre que par les mâles, revient à un cousin, John Ward, qui devient le sixième baron Ward. Lord Ward est représentant à la Chambre des communes. En 1763, il est créé vicomte Dudley et Ward. Son fils, le deuxième vicomte, siège également au Parlement. Sans enfant, le titre passe à son demi-frère, également membre du Parlement. Le fils de ce dernier est politicien et sert comme secrétaire d'état au Foreign Office (ministre des affaires étrangères) de 1827 à 1828. En 1827, il est créé vicomte Ednam, de Ednam dans le Roxburghshire, et comte de Dudley, de Dudley Castle dans le comté de Stafford. Les deux titres font partie de la pairie du Royaume-Uni.
Lord Dudley n'ayant pas d'enfant, à sa mort en 1833 les deux titres de vicomtes s'éteignent avec le titre de comte. Cependant, un cousin hérite de la baronnie de Ward, le Révérend William Humble Ward qui devient le dixième baron. Son fils aîné lui succède. En 1860, les titres de vicomte Ednam et comte de Dudley sont recréés pour lui. À sa mort, ils sont transmis à son fils aîné, politicien conservateur et Lord Lieutenant d'Irlande de 1902 à 1905 puis gouverneur général d'Australie de 1908 à 1911. Son fils aîné, le troisième comte est représentant à la Chambre des communes en tant que conservateur. Son fils aîné lui succède en 1969.

## Barons Ward (1644) de Birmingham
- 1644-1670 – 1er : Humble Ward (en) (1614-1670) ;
- 1670-1701 – 2e : Edward Ward (en) (1631-1701), 7e baron Dudley ;
- 1701-1704 – 3e : Edward Ward (en) (1683-1704), 8e baron Dudley ;
- 1704-1731 – 4e : Edward Ward (en) (1704-1731), 9e baron Dudley ;
- 1731-1740 – 5e : William Ward (en) (1680-1740), 10e baron Dudley ;
- 1740-1774 – 6e : John Ward (1700-1774), créé vicomte Dudley et Ward en 1763.

## Vicomte Dudley et Ward (1763)
- 1763-1774 : John Ward (1700-1774) ;
- 1774-1788 : John Ward (1725-1788) ;
- 1788-1823 : William Ward (1750-1823) ;
- 1823-1833 : John William Ward (1781-1833), créé comte de Dudley en 1827.

## Comte de Dudley, première création (1827)
- 1827-1833 : John William Ward (1781-1833).

## Barons Ward (1644, retour)
- 1833-1835 – 10e : William Humble Ward (en) (1781-1835), 10e baron ;
- 1835-1885 – 11e : William Ward (1817-1885), créé comte de Dudley en 1860.

## Comte de Dudley, seconde création (1860)
- 1860-1885 : William Ward (1817-1885) ;
- 1885-1932 : William Ward (1867-1932) ;
- 1932-1969 : William Ward (1894-1969) ;
- 1969-2013 : William Ward (en) (1920-2013) ;
- depuis 2013 : William Ward (né en 1947).

Son héritier présomptif est son demi-frère, Leander Ward (né en 1971).